# Gynoplistia (Gynoplistia) argyropleura
Gynoplistia (Gynoplistia) argyropleura is een tweevleugelige uit de familie steltmuggen (Limoniidae). De soort komt voor in het Australaziatisch gebied.